# Serica pilifera
Serica pilifera är en skalbaggsart som beskrevs av Horn 1894. Serica pilifera ingår i släktet Serica och familjen Melolonthidae. Inga underarter finns listade i Catalogue of Life.